# Rajura
Rajura é uma cidade  no distrito de Chandrapur, no estado indiano de Maharashtra.

## Geografia
Rajura está localizada a 19° 47′ N, 79° 22′ L. Tem uma altitude média de 181 metros (593 pés).

## Demografia
Segundo o censo de 2001, Rajura tinha uma população de 25,842 habitantes. Os indivíduos do sexo masculino constituem 52% da população e os do sexo feminino 48%. Rajura tem uma taxa de literacia de 72%, superior à média nacional de 59.5%: a literacia no sexo masculino é de 77% e no sexo feminino é de 67%. Em Rajura, 15% da população está abaixo dos 6 anos de idade.